# Regionalwahl in Latium 1995
Die Regionalwahl in Latium 1995 fand am 23. April statt; der Regionalrat und der Präsident der Region Latium wurden gleichzeitig gewählt.

## Wahlergebnis
| Kandidaten                                     | Kandidaten            | Stimmen   | %    | Listen                             | Stimmen   | %    | Mandate |
| ---------------------------------------------- | --------------------- | --------- | ---- | ---------------------------------- | --------- | ---- | ------- |
|                                                | Piero Badalonigewählt | 1.582.897 | 48,1 | Partito Democratico della Sinistra | 763.077   | 27,2 | 14      |
| Partito della Rifondazione Comunista           | Piero Badalonigewählt | 1.582.897 | 48,1 | 258.336                            | 9,2       | 4    |         |
| Popolari - Patto dei Democratici - Liberali    | Piero Badalonigewählt | 1.582.897 | 48,1 | 167.518                            | 6,0       | 3    |         |
| Federazione dei Verdi                          | Piero Badalonigewählt | 1.582.897 | 48,1 | 100.211                            | 3,6       | 2    |         |
| Partito Repubblicano Italiano                  | Piero Badalonigewählt | 1.582.897 | 48,1 | 31.355                             | 1,1       | 1    |         |
| Socialdemocratici - Laburisti                  | Piero Badalonigewählt | 1.582.897 | 48,1 | 30.823                             | 1,1       | 1    |         |
| Lega Italia Federale                           | Piero Badalonigewählt | 1.582.897 | 48,1 | 13.516                             | 0,5       | –    |         |
| Mandate der Listengruppe                       | Piero Badalonigewählt | 1.582.897 | 48,1 | –                                  | –         | 12   |         |
| ↳ Gesamt                                       | Piero Badalonigewählt | 1.582.897 | 48,1 | 1.364.836                          | 48,7      | 37   |         |
|                                                | Alberto Michelini     | 1.577.521 | 48,0 | Alleanza Nazionale                 | 687.061   | 24,5 | 12      |
| Forza Italia - Il Polo Popolare                | Alberto Michelini     | 1.577.521 | 48,0 | 530.860                            | 18,9      | 9    |         |
| Centro Cristiano Democratico                   | Alberto Michelini     | 1.577.521 | 48,0 | 117.329                            | 4,2       | 2    |         |
| ↳ Gesamt                                       | Alberto Michelini     | 1.577.521 | 48,0 | 1.335.250                          | 47,7      | 23   |         |
|                                                | Primo Mastrantoni     | 73.654    | 2,2  | Lista Pannella - Riformatori       | 35.536    | 1,3  | –       |
| Socialisti e Laici - La Sinistra della Libertà | Primo Mastrantoni     | 73.654    | 2,2  | 14.785                             | 0,5       | –    |         |
| Verdi Federalisti                              | Primo Mastrantoni     | 73.654    | 2,2  | 13.259                             | 0,5       | –    |         |
| ↳ Gesamt                                       | Primo Mastrantoni     | 73.654    | 2,2  | 63.580                             | 2,3       | –    |         |
|                                                | Pino Rauti            | 54.275    | 1,7  | Movimento Sociale Fiamma Tricolore | 37.869    | 1,4  | –       |
| Gesamt                                         | Gesamt                | 3.288.347 | 100  |                                    | 2.801.535 | 100  | 60      |